# Cantiere navale di Stettino
Il cantiere navale di Stettino (polacco: Stocznia Szczecińska) è stato un cantiere navale della città di Stettino in Polonia, fondato dopo la seconda guerra mondiale sui resti degli ex cantieri navali tedeschi AG Vulcan e Stettiner Oderwerke, distrutti dalle incursioni aeree alleate nel corso della seconda guerra mondiale. Durante il regime comunista ha operato come impresa statale fino al 1990, quando con il crollo del regime comunista è stata trasformata in società per azioni Stocznia Szczecińska SA, andata in bancarotta nel giugno 2002. Sulla base delle attività della Stocznia Szczecińska SA, nel 2002 è stato creato un nuovo cantiere navale con il nome di Stocznia Szczecińska Nowa, anche questa fallita nel 2008. Il cantiere, intitolato dal 1959 al 1990 ad Adolf Warski, fu teatro, nel 1958, del primo sciopero dei lavoratori polacchi dopo la seconda guerra mondiale e nel corso degli anni settanta e degli anni ottanta fu uno dei più importanti centri della resistenza anticomunista in Polonia, con i lavoratori del cantiere che hanno preso parte ai grandi scioperi nel dicembre del 1970 e dell'agosto 1980 che portarono agli accordi di Danzica, con il riconoscimento di Solidarność, il primo sindacato libero ed indipendente del blocco sovietico.
Era il 5° cantiere navale più grande d'Europa e il 40° più grande al mondo.
Nel 2009, il governo polacco ha contrattato la vendita dei cantieri navali di Stettino e di Gdynia a QInvest, società qatariota. Tuttavia, a settembre l'accordo è saltato e il governo si era messo in cerca di nuovi investitori.

## Parco Industriale di Stettino
Nel 2009 venne creato il Parco industriale di Stettino (Stocznia Szczecińska) sul sito dell'ex Cantiere navale di Stettino, a nord-est di Stettino. Il sito, della dimensione di 45 ettari, a circa due chilometri dal centro della città, è ben attrezzato per la costruzione e la riparazione navale, con 3 scali di varo (Wulkan Nowy, Odra Nowa e Wulkan Stary), 750 m di banchine, 80 000 m² di cantieri di prefabbricazione e oltre 10 ettari di magazzini. Le attività sono di proprietà della MARS Closed Investment Fund.